# Bill Berry (entrenador de baloncesto)
William E. "Bill" Berry, (nacido en 1942 en Estados Unidos) es un entrenador de baloncesto estadounidense. Especializado en los banquillos del baloncesto como entrenador de la NCAA y como asistente en la NBA, llegó a ser entrenador principal de los Chicago Bulls durante dos partidos en sustitución de Tim Floyd. Su hijo Ricky Berry llegó a jugar una temporada en la NBA antes de suicidarse con 25 años.

## Trayectoria
- Highlands H.S. (1966-1969 )
- Cusumnes River J.C. (1970-1972)
- Universidad de California, Berkeley (1972-1977), (Asist.)
- Universidad Estatal de Míchigan (1977-1979), (Asist.)
- Universidad de San Jose (1979-1989)
- Sacramento Kings (1989-1991), (Asist.)
- Houston Rockets (1992-1999), (Asist.)
- Chicago Bulls (1999-2001), (Asist.)
- Chicago Bulls (2001)
- Chicago Bulls (2001-2003), (Asist.)
- Washington Wizards (2006-2007), (Asist.)